# Piotr Nowak
Piotr Nowak (Pabianice, 5 luglio 1964) è un allenatore di calcio ed ex calciatore polacco, di ruolo centrocampista.

## Caratteristiche tecniche
Giocava come centrocampista offensivo.

## Carriera

### Giocatore

#### Club
Ha giocato per la maggior parte della sua carriera in Europa, prima in patria con Zawisza Bydgoszcz e Widzew Łódź, proseguendo poi in Turchia, Svizzera e Germania prima di chiudere la carriera negli Stati Uniti con il Chicago Fire.
La carriera professionistica di Nowak iniziò precocemente, visto che a quindici anni debuttò con il Włókniarz Pabianice, squadra della sua città natale, rimanendovi per quattro anni; trasferitosi al Zawisza Bydgoszcz e successivamente al Widzew Łódź, lasciò la Polonia per giocare nel Bakırköyspor in Süper Lig turca nel 1990. Nel 1992 passò al Young Boys di Berna, Svizzera, e l'anno successivo alla Dinamo Dresda, in Germania prima di approdare alla Bundesliga nel 1994 nelle file del Monaco 1860, vincendo il premio di miglior calciatore polacco nel 1996.
Nel 1998, Nowak si trasferì negli Stati Uniti per giocare nella recentemente formatasi Major League Soccer nel Chicago Fire. Alla sua prima stagione nel campionato statunitense vinse il titolo, ripetendosi poi con due Lamar Hunt U.S. Open Cup totalizzando 114 presenze, 26 reti e 48 assist. Nel 2002 ha chiuso la carriera da calciatore, iniziando quella di allenatore.

#### Nazionale
Ha debuttato con la Polonia il 2 febbraio 1990 a Teheran contro l'Iran, rimanendo nel giro della Nazionale fino al 1997 e divenendone capitano per tre anni. Al termine della sua carriera internazionale contava 19 presenze e 3 reti.

### Allenatore
Il 7 gennaio 2004 fu nominato allenatore del D.C. United, guidando la squadra fino alla vittoria del titolo, quarto nella storia del club.
Il 20 dicembre 2006 il Washington Post riportò la notizia dell'avvenuta nomina di Nowak come assistente di Bob Bradley alla guida della Nazionale di calcio degli Stati Uniti e come allenatore della selezione Under-23, che guidò alle Olimpiadi di Pechino 2008.
Il 28 maggio 2009, Nowak si dimise dall'incarico con la Nazionale, venendo poi assunto dal Philadelphia Union in vista della prima stagione del club in Major League Soccer. Venendo esonerato il 13 giugno 2012.
Il 22 ottobre 2014 viene nominato commissario tecnico e direttore tecnico di Antigua e Barbuda.

## Statistiche

### Cronologia presenze e reti in nazionale
| Cronologia completa delle presenze e delle reti in nazionale ― Polonia | Cronologia completa delle presenze e delle reti in nazionale ― Polonia | Cronologia completa delle presenze e delle reti in nazionale ― Polonia | Cronologia completa delle presenze e delle reti in nazionale ― Polonia | Cronologia completa delle presenze e delle reti in nazionale ― Polonia | Cronologia completa delle presenze e delle reti in nazionale ― Polonia | Cronologia completa delle presenze e delle reti in nazionale ― Polonia | Cronologia completa delle presenze e delle reti in nazionale ― Polonia |
| Data                                                                   | Città                                                                  | In casa                                                                | Risultato                                                              | Ospiti                                                                 | Competizione                                                           | Reti                                                                   | Note                                                                   |
| ---------------------------------------------------------------------- | ---------------------------------------------------------------------- | ---------------------------------------------------------------------- | ---------------------------------------------------------------------- | ---------------------------------------------------------------------- | ---------------------------------------------------------------------- | ---------------------------------------------------------------------- | ---------------------------------------------------------------------- |
| 2-2-1990                                                               | Tunisi                                                                 | Iran                                                                   | 0 – 2                                                                  | Polonia                                                                | Amichevole                                                             | -                                                                      | 80’                                                                    |
| 4-2-1990                                                               | Tunisi                                                                 | Iran                                                                   | 0 – 1                                                                  | Polonia                                                                | Amichevole                                                             | -                                                                      |                                                                        |
| 4-5-1990                                                               | Chicago                                                                | Colombia                                                               | 2 – 1                                                                  | Polonia                                                                | Amichevole                                                             | -                                                                      | 46’                                                                    |
| 6-5-1990                                                               | Chicago                                                                | Costa Rica                                                             | 0 – 2                                                                  | Polonia                                                                | Amichevole                                                             | 1                                                                      | 60’                                                                    |
| 17-8-1994                                                              | Radom                                                                  | Polonia                                                                | 1 – 1                                                                  | Bielorussia                                                            | Amichevole                                                             | -                                                                      | 59’                                                                    |
| 15-3-1995                                                              | Ostrowiec Świętokrzyski                                                | Polonia                                                                | 4 – 1                                                                  | Lituania                                                               | Amichevole                                                             | -                                                                      |                                                                        |
| 29-3-1995                                                              | Bucarest                                                               | Romania                                                                | 2 – 1                                                                  | Polonia                                                                | Qual. Euro 1996                                                        | -                                                                      | 56’                                                                    |
| 25-4-1995                                                              | Zabrze                                                                 | Polonia                                                                | 4 – 3                                                                  | Israele                                                                | Qual. Euro 1996                                                        | 1                                                                      | 46’                                                                    |
| 7-6-1995                                                               | Zabrze                                                                 | Polonia                                                                | 5 – 0                                                                  | Slovacchia                                                             | Qual. Euro 1996                                                        | 1                                                                      |                                                                        |
| 29-6-1995                                                              | Recife                                                                 | Brasile                                                                | 2 – 1                                                                  | Polonia                                                                | Amichevole                                                             | -                                                                      | Ammonizione                                                            |
| 16-8-1995                                                              | Parigi                                                                 | Francia                                                                | 1 – 1                                                                  | Polonia                                                                | Qual. Euro 1996                                                        | -                                                                      | 56’                                                                    |
| 28-2-1996                                                              | Fiume                                                                  | Croazia                                                                | 2 – 1                                                                  | Polonia                                                                | Amichevole                                                             | -                                                                      |                                                                        |
| 27-3-1996                                                              | Łódź                                                                   | Polonia                                                                | 0 – 0                                                                  | Slovenia                                                               | Amichevole                                                             | -                                                                      | cap.                                                                   |
| 9-10-1996                                                              | Londra                                                                 | Inghilterra                                                            | 2 – 1                                                                  | Polonia                                                                | Qual. Mondiali 1998                                                    | -                                                                      | cap.                                                                   |
| 10-11-1996                                                             | Katowice                                                               | Polonia                                                                | 2 – 1                                                                  | Moldavia                                                               | Qual. Mondiali 1998                                                    | -                                                                      | cap. 56’                                                               |
| 26-2-1997                                                              | Goiânia                                                                | Brasile                                                                | 4 – 2                                                                  | Polonia                                                                | Amichevole                                                             | -                                                                      | cap.                                                                   |
| 2-4-1997                                                               | Chorzów                                                                | Polonia                                                                | 0 – 0                                                                  | Italia                                                                 | Qual. Mondiali 1998                                                    | -                                                                      | Cap. 46’                                                               |
| 30-4-1997                                                              | Napoli                                                                 | Italia                                                                 | 3 – 0                                                                  | Polonia                                                                | Qual. Mondiali 1998                                                    | -                                                                      | Cap.                                                                   |
| 31-5-1997                                                              | Chorzów                                                                | Polonia                                                                | 0 – 2                                                                  | Inghilterra                                                            | Qual. Mondiali 1998                                                    | -                                                                      | Cap. 59’                                                               |
| Totale                                                                 |                                                                        | Presenze                                                               | 19                                                                     |                                                                        | Reti                                                                   | 3                                                                      |                                                                        |

## Palmarès

### Giocatore

#### Club
- Campionato MLS: 1

Chicago Fire: 1998
- Lamar Hunt U.S. Open Cup: 2

Chicago Fire: 1998, 2000

#### Individuale
- Calciatore polacco dell'anno: 1

1996
- MLS Best XI: 3

1998, 2000, 2001

### Allenatore
- Campionato MLS: 1

D.C. United: 2004